# Karl Fabritius
Karl Fabritius (n. 28 octombrie 1826, Sighișoara – d. 2 ianuarie 1881, Budapesta) a fost un politician, teolog și istoric sas transilvănean, deputat în Parlamentul de la Budapesta și membru al Academiei Ungare de Științe.

## Scrieri
- Denkschrift über die gegenwärtigen Verhältnisse der Deutschen in Siebenbürgen, în: Die Grenzboten, 1848, p. 256–260;
- Die Vereinigung Ungarns mit Siebenbürgen, ebenda, 1848, S. 301–312, 351–366;
- Beiträge zur Kirchengeschichte des Sachsenlandes, în: Schul- und Kirchenztg. für den evang. Glauben in Siebenbürgen, 1851;
- Der Prozeß des Schäßburger Bürgermeisters Johann Schuller von Rosenthal, în: AFÖG, 9, 1853;
- Siebenbürgische Chronik des Schäßburger Stadtschreibers Georg Kraus, 1608–65, Font. rer. austriac. 3, 4, 1862–64;
- Urkundenbuch des Kisder Kapitels vor der Reformation und der auf dem Gebiete desselben ehedem befindlichen Orden, 1875.

1. 1 2 3 4 5 6 7 8   (PDF) http://www.hog-schaessburg.de/neu_SN_pdf/SN-35-internet.pdf Lipsește sau este vid: |title= (ajutor)
2. ↑  Fabritius Károly
3. ↑   (PDF) http://www.hog-schaessburg.de/neu_SN_pdf/SN-38-internet.pdf Lipsește sau este vid: |title= (ajutor)
4. 1 2  Képviselők és főrendek a dualizmus kori Magyarországon (PDF), p. 466, accesat în 10 decembrie 2022